# Rotar
Rotar je priimek več znanih Slovencev:
- Ajda Rotar Urankar, vplivnica
- Aleš Rotar (*1960), farmacevt, direktor za raziskave &razvoj : Krka
- Braco (Drago) Rotar (*1942), sociolog kulture, univ. profesor, prevajalec, literat, esejist
- Branka Rotar Pance (*1967), muzikologinja, prof. AG UL
- Danica Rotar Pavlič, javnozdravstvena strokovnjakinja
- France Rotar (1933—2001), kipar, profesor ALU za kiparsko tehnologijo
- Jože Rotar, kartograf, častni član Prirodoslovnega društva Slovenije (=?)
- Katarina Rotar, prevajalka
- Janez Rotar (1931—2013), literarni zgodovinar in teoretik, univ. profesor
- Martina Rotar, prevajalka
- Metod Rotar (1929—2002), gospodarstvenik in bančnik
- Rok Rotar (*1965), kemik
- Tjaša Rotar, zborovska pevka, zborovodkinja
- Tomaž Rotar, alpinist (zobozdravnik?)
- Vladimir (Vlado) Rotar (*1929), biolog, didaktik naravoslovja
- Žiga Rotar, zdravnik revmatolog
- Miha Rotar, prof. defektolog